# Diocesi di Colibrasso
La diocesi di Colibrasso (in latino Dioecesis Colybrassena) è una sede soppressa del patriarcato di Costantinopoli e una sede titolare della Chiesa cattolica.

## Storia
Colibrasso, forse nei pressi di Siden nell'odierna Turchia, è un'antica sede episcopale della provincia romana della Panfilia Prima nella diocesi civile di Asia. Faceva parte del patriarcato di Costantinopoli ed era suffraganea dell'arcidiocesi di Side.
La diocesi è documentata nelle Notitiae Episcopatuum del patriarcato di Costantinopoli fino al XII secolo.
Sono tre i vescovi conosciuti di questa antica diocesi: Longino, che assistette al concilio di Costantinopoli del 381; Nesio, che partecipò al concilio di Efeso del 431; e Tates, che intervenne al concilio detto in Trullo del 692.
Dal XX secolo Colibrasso è annoverata tra le sedi vescovili titolari della Chiesa cattolica; la sede è vacante dal 24 febbraio 1974.

## Cronotassi

### Vescovi greci
- Longino † (menzionato nel 381)
- Nesio † (menzionato nel 431)
- Tates † (menzionato nel 692)

### Vescovi titolari
- Yosep Ghanima † (28 maggio 1925 - 29 aprile 1946 nominato arcivescovo titolare di Martiropoli)
- José del Perpetuo Socorro Álvarez Mácua, O.A.R. † (13 dicembre 1947 - 24 febbraio 1974 deceduto)